# Woodbury (comtat de Nassau)
Woodbury és una població del Comtat de Nassau (Nova York) als Estats Units d'Amèrica a l'Estat de Nova York. Segons el cens dels Estats Units del 2000 tenia 9.010 habitants.

## Demografia
Segons el cens del 2000, Woodbury tenia 9.010 habitants, 2.851 habitatges, i 2.297 famílies. La densitat de població era de 687,5 habitants per km².
Dels 2.851 habitatges en un 39,2% hi vivien nens de menys de 18 anys, en un 72,6% hi vivien parelles casades, en un 6,5% dones solteres, i en un 19,4% no eren unitats familiars. En el 16,9% dels habitatges hi vivien persones soles el 7% de les quals corresponia a persones de 65 anys o més que vivien soles. El nombre mitjà de persones vivint en cada habitatge era de 2,82 i el nombre mitjà de persones que vivien en cada família era de 3,18.
Per edats la població es repartia de la següent manera: un 24,7% tenia menys de 18 anys, un 4,2% entre 18 i 24, un 23,4% entre 25 i 44, un 26,7% de 45 a 60 i un 21% 65 anys o més.
L'edat mediana era de 44 anys. Per cada 100 dones de 18 o més anys hi havia 80 homes.
La renda mediana per habitatge era de 122.643 $ i la renda mediana per família de 139.409 $. Els homes tenien una renda mediana de 100.000 $ mentre que les dones 51.506 $. La renda per capita de la població era de 58.316 $. Entorn del 2,6% de les famílies i el 3,3% de la població estaven per davall del llindar de pobresa.